# Ænder
 "Ælling" omdirigeres hertil. For tv-karakteren Ælling fra "Bamses Billedbog", se Bamse (børne-tv).
Ænder (Anatinae), også kaldet ægte ænder, er en underfamilie af andefugle, der omfatter mere end hundrede arter udbredt over hele verden. Blandt det, der adskiller ænderne fra de øvrige andefugle er, at fjerdragten oftest er forskellig mellem de to køn, med hannerne som de mest farvestrålende. Mange arter lever af vegetabilsk føde ved fx at snadre i vandskorpen, og kaldes svømmeænder. Andre arter lever fortrinsvis af animalsk føde som de finder ved at dykke ned under vandoverfladen, og kaldes dykænder. Mange ænder har på vingerne et iøjnefaldende felt med fjer i afvigende farver (hos svømmeænder ofte med changerende metalfarver) kaldet vingespejl.
Hunnerne er som regel alene om at ruge og senere føre ungerne, kaldet ællinger. En hanand kaldes en andrik. De ægte ænder bliver som regel allerede kønsmodne et år gamle og parrene dannes kun for en sæson ad gangen (seriel monogami). Der ses hvert år karakteristiske parringsspil i forbindelse med pardannelsen, hvori mange hanner kan deltage. Som endnu en forskel i forhold til de øvrige andefugle fældes kropsfjerene to gange årligt og der findes om sommeren en eclipsedragt. Gravænder udgør en undtagelse fra de fleste andre ænder ved at de i højere grad lever på landjorden og ved at kønnene ligner hinanden og ofte danner par for livet.
Andens fødder er flade og tæerne adspredt med svømmehud imellem. De er derfor velegnede til at bevæge sig fremad i vandet med. Det foregår ved, at anden skiftevis bevæger benene frem og tilbage, og på den måde skubbes fremad. Ænder kan ikke svømme baglæns.

## Danske ænder
Den mest almindelige and i Danmark er gråand. I alt yngler 14 andearter i landet. Dertil kommer fem almindelige vintergæster og en del arter som kun ses sjældent. Desuden ses nogle ænder som undslupne prydfugle fra parker.

### Svømmeænder
Ynglende svømmeænder i Danmark:
- Pibeand, Anas penelope
- Knarand, Anas strepera
- Krikand, Anas crecca
- Gråand, Anas platyrhynchos
- Spidsand, Anas acuta
- Atlingand, Anas querquedula
- Skeand, Anas clypeata

### Dykænder
Dykændernes fødder sidder længere tilbage på kroppen end hos svømmeænderne, så de kan bevæge sig hurtigere gennem vand. I opfarten må de også have et vist tilløb på vandet, før de letter. Modsat kan svømmeænder relativt til dykænder lette mere vertikalt op i luften.
Ynglende dykænder, der findes mere eller mindre almindeligt i Danmark:
- Rødhovedet and, Netta rufina
- Taffeland, Aythya ferina
- Troldand, Aythya fuligula
- Edderfugl, Somateria mollissima
- Hvinand, Bucephala clangula

### Andre ynglende ænder
Andre ynglende fugle i Danmark, der tæller med blandt de ægte ænder:
- Toppet skallesluger, Mergus serrator
- Stor skallesluger, Mergus merganser
- Gravand, Tadorna tadorna

### Vintergæster
Vintergæster i Danmark, der ikke også er ynglefugle:
- Lille skallesluger, Mergellus albellus
- Bjergand, Aythya marila
- Havlit, Clangula hyemalis
- Sortand, Melanitta nigra
- Fløjlsand, Melanitta fusca

### Sjældne ænder
Eksempler på sjældnere ænder, der træffes i Danmark:
- Kongeedderfugl, Somateria spectabilis
- Stellersand, Polysticta stelleri
- Halsbåndstroldand, Aythya collaris
- Hvidøjet and, Aythya nyroca
- Mandarinand, Aix galericulata
- Rustand, Tadorna ferruginea
- Nilgås, Alopochen aegyptiaca

## Andre ænder
Nogle ænder der ikke forekommer i Danmark:
- Amerikansk krikand, Anas carolinensis
- Andeskrikand, Anas andium
- Blåvinget and, Anas discors
- Filippinsk and, Anas luzonica
- Gulnæbbet and, Anas undulata
- Kaneland, Anas cyanoptera
- Kapskeand, Anas smithii
- Kerguelenspidsand, Anas eatoni
- Madagaskarand, Anas melleri
- Madagaskar hvidøjet and, Aythya innotata
- Manchurerand, Aythya baeri
- Newzealandsk brunand, Anas chlorotis
- Rødnæbbet and, Anas erythrorhyncha
- Segland, Anas falcata
- Sibirisk krikand, Anas formosa
- Sodfarvet and, Anas sparsa
- Sydlig spidsand, Anas georgica

## Slægter
Blandt de ægte ænder, Anatinae, henregnes omkring 32 slægter med i alt cirka 110 arter. De kan inddeles i en række tribuser (stammer):
- Tribus: Tadornini
  - Merganetta (1 art, skalleslugerand)
  - Alopochen (1 art, nilgås)
  - Neochen (1 art, orinocogås)
  - Chloephaga (5 arter, fx andesgås)
  - Cyanochen (1 art, blåvinget gås)
  - Sarkidiornis (2 arter)
    - Afrikansk knopgås (Sarkidiornis melanotos)
    - Amerikansk knopgås (Sarkidiornis sylvicola)

  - Hymenolaimus (1 art, newzealandsk strømand)
  - Tadorna (6 arter, fx gravand)
  - Chenonetta (1 art, mankegås)
- Tribus: Mergini (havænder)
  - Histrionicus (1 art, strømand)
  - Polysticta (1 art, stellersand)
  - Somateria (3 arter, fx edderfugl)
  - Melanitta (5 arter, fx fløjlsand)
  - Clangula (1 art, havlit)
  - Bucephala (3 arter, fx hvinand)
  - Mergellus (1 art, lille skallesluger)
  - Lophodytes (1 art, hjelmskallesluger)
  - Mergus (4 arter, fx toppet skallesluger)
- Tribus: Cairinini
  - Cairina (1 art, moskusand)
  - Aix (2 arter, fx brudeand)
- Tribus: Callonettini
  - Callonetta (1 art, sydamerikansk dværgand)
- Tribus: Aythyini (dykænder)
  - Marmaronetta (1 art, marmorand)
  - Netta (3 arter, fx rødhovedet and)
  - Aythya (12 arter, fx troldand)
  - Rhodonessa (1 art, rosenhovedet and)
- Tribus: Anatini (svømmeænder)
  - Asarcornis (1 art, hvidvinget skovand)
  - Pteronetta (1 art, afrikansk skovand)
  - Tachyeres (4 arter, fx kæmpeand)
  - Salvadorina (1 art, papuastrømand)
  - Amazonetta (1 art, amazonand)
  - Lophonetta (1 art, kongeand)
  - Speculanas (1 art, bronzevinget and)
  - Anas (47 arter, fx gråand)

## Fodring
Ænder fodres ofte af mennesker i fx parker og gadekær. Dette har en række betydninger for miljøet:
- Økosystemets naturlige balance påvirkes
  - Andebestanden vokser, så den ikke er bæredygtig
  - Bunden oprodes på grund af ændernes snadren
  - Risiko for iltsvind/bunddød
  - Der frigives fosfor, så algeproduktionen forøges
  - Ændernes sociale struktur lider skade

Fodring af ænder skal derfor først og fremmest betragtes som en oplevelse for mennesker og bør gøres så miljøvenligt som muligt, blandt andet ved kun at bruge begrænsede mængder (overskuds)brød og placere det på land, ikke smide det i vandet.

## Ænder i litteraturen
Fra tegneserier kendes Disneys Anders And (originaltitel: Donald Duck) og Herman Van Veens Rasmus Rap (originaltitel: Alfred J. Kwak).

## De danske madtraditioner
I de danske traditioner spiser man bl.a. andesteg til mortensaften og til juleaften.
Til mortensaften er det tradition at spise gås, men da det i det sidste århundrede er blevet en mere normal hverdagsspise for danskere, betrager man anden som det traditionelle mortensaften-måltid. Anden har sin højsæson i oktober/november, og det er også derfor, 600.000 ænder mod kun et par tusinde gæs sælges til mortensaftenstid.
Ved det danske julemåltid ses anden som et af de vigtige hovedmåltider ved siden af flæskestegen og rødkålen. Både flæskesteg og and kom først, da det blev almindeligt med komfur i hjemmene. Jernkomfurerne blev først udbredt i 1880'erne, og til jul spiste man især nationalretten flæskesteg. Anden kom til den danske jul udefra, og var i første omgang en juleskik blandt velstående byboere.